# Mateo Pinello
Mateo Pinello (falecido em 1569) foi um prelado católico romano que serviu como bispo de Cusco de 1565 a 1569.

## Biografia
No dia 19 de Janeiro de 1565, Mateo Pinello foi nomeado durante o papado de Pio IV como Bispo de Cusco, onde serviu como bispo até à sua morte em 1569.